# Schiffszimmerer

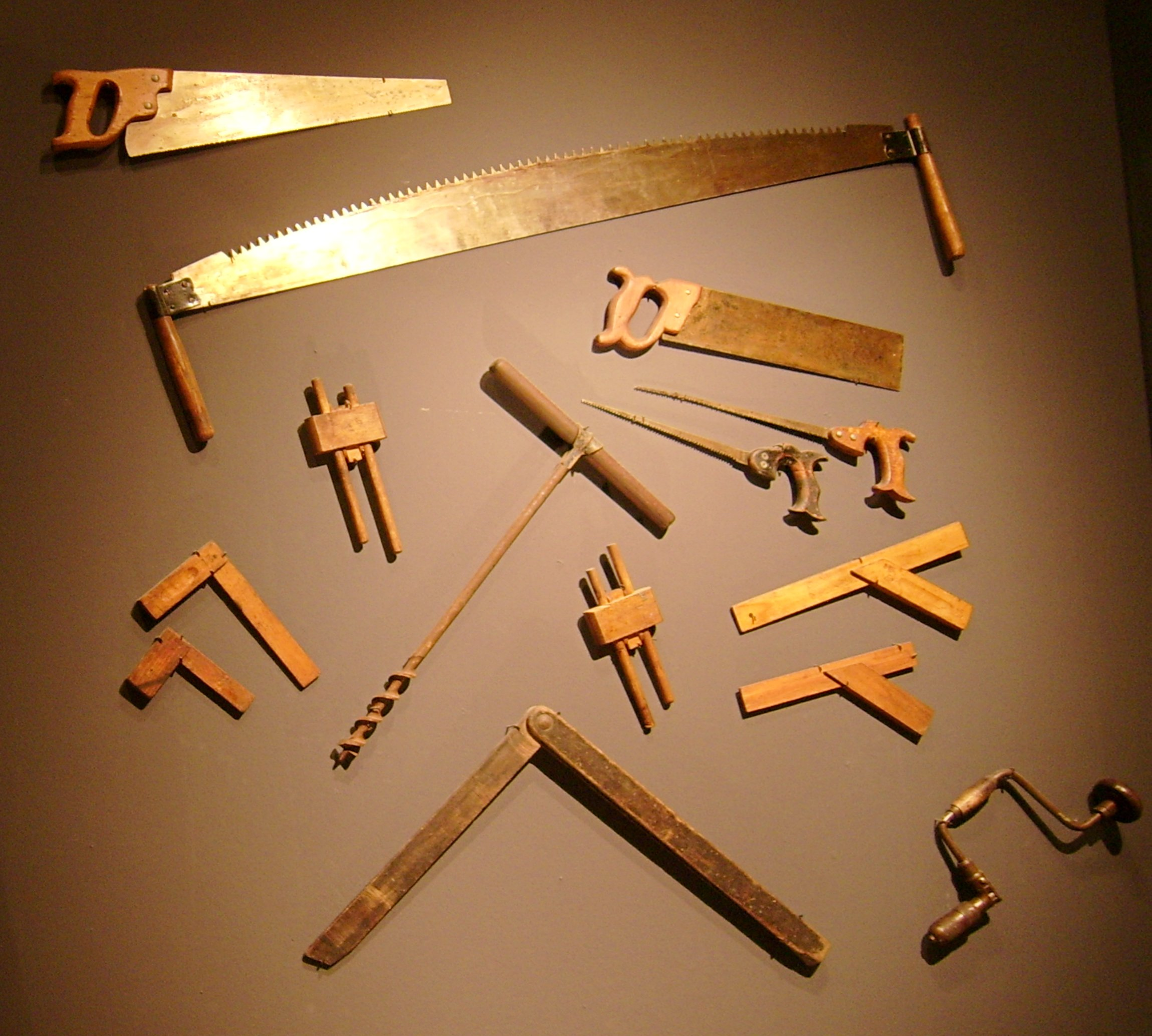
Werkzeug des Schiffszimmermanns

Ein Schiffszimmerer (früher Schiffzimmermann) ist ein Handwerksberuf. Die Ausbildung erfolgt heute an Land. Selten sieht man den Schiffszimmerer noch an Bord von Seeschiffen. Der Schiffszimmerer ist eine Fachkraft in der Werft und die Ausbildungszeit beträgt 3,5 Jahre.

## Geschichte

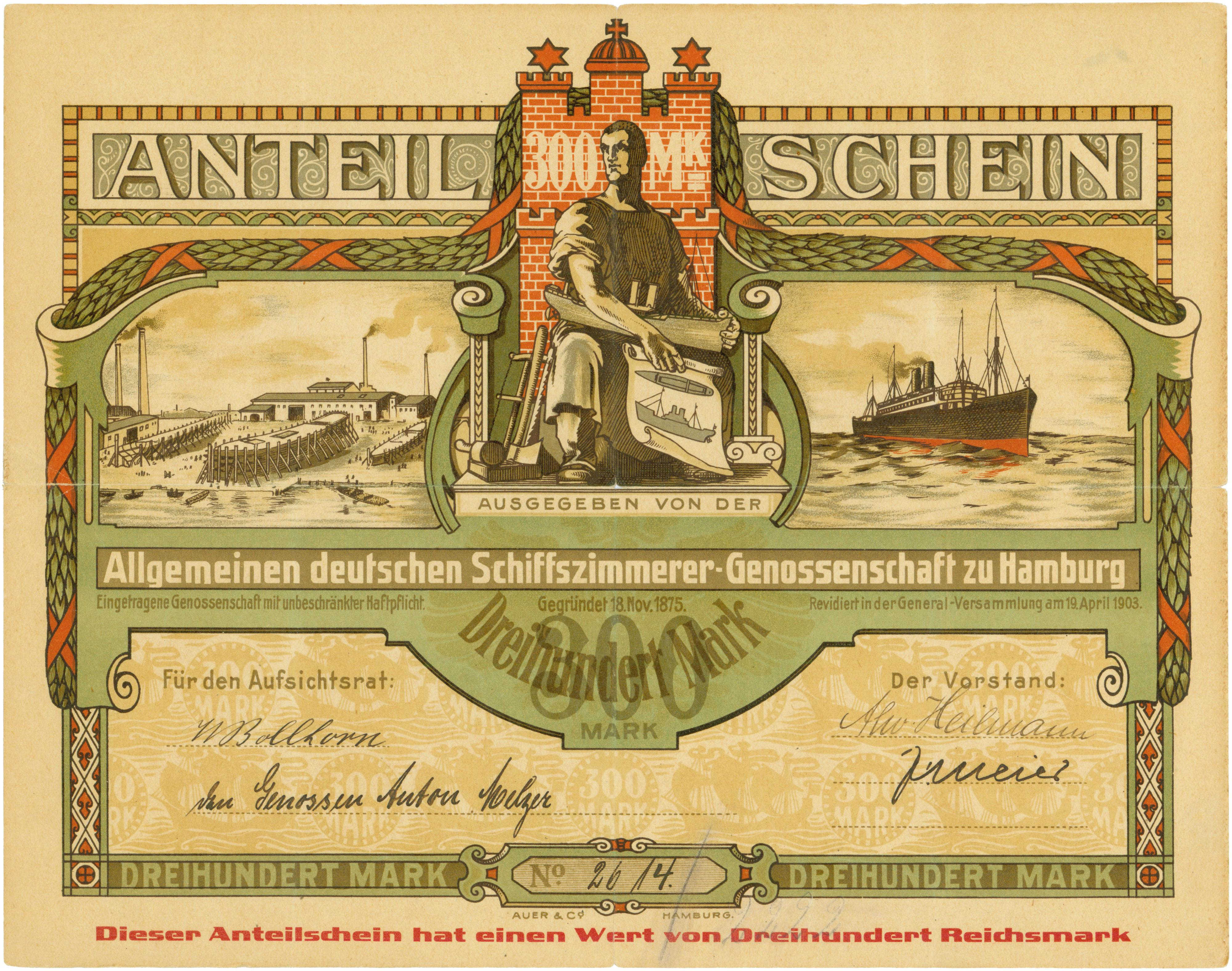
Anteilschein der Allgemeinen Deutschen Schiffszimmerer-Genossenschaft

Auf dem Wappen von Schülp bei Rendsburg wird das Schiffzimmerhandwerk dargestellt.

Früher beinhaltete der Beruf des Schiffszimmerers spezielle Kenntnisse im Schiffbau: Wartung, Reparaturtechniken und Schreinerarbeiten, die speziell auf nautische Bedürfnisse zugeschnitten waren. Sowie viele andere Aufgaben an Bord eines Schiffes. Der Beruf stammt aus der Zeit, als das Material Holz noch eine größere Rolle im Schiffbau spielte. Der Schiffszimmermann musste, um das Schiff zu überholen, eigene Kenntnisse in der Holzverarbeitung haben, aber auch mit Metallen umgehen können. Darüber hinaus wurden dem Schiffszimmermann von der Schiffsleitung auf größeren Schiffen auch andere verantwortliche Tätigkeiten übertragen, zum Beispiel das tägliche Peilen der Tanks und die Pflege des Ankerspills, des Ankergeschirrs sowie die Zuständigkeit bei Ankermanövern und Ankerwache. Er hatte bei Einlaufen oder Auslaufen auch auf der Back zu sein, um im Notfall bereit zu sein, auf Befehl Anker zu werfen. Er war auch verantwortlich für Ladungssicherheit bei früheren Schiffen, wie Stückgutfrachter, was  mit dem sogenannten Stauholz hergestellt wurde, sowie das Absichern von der Persenning auf Lukendeckeln durch Schalkleisten und Holzkeile bei Luken, welche noch mit Persenningen abgedeckt wurden. Der Schiffszimmermann kam rangmäßig dem Storekeeper, Elektriker und  Bootsmanne gleichgestellt. Alle vier hatten den Rang eines Unteroffiziers.

## Ähnliche Ausbildungsberufe
Vergleichbare Ausbildungsberufe an Land sind der Schiffbauer und der Bootsbauer.

## Aufhebung des Ausbildungsberufes

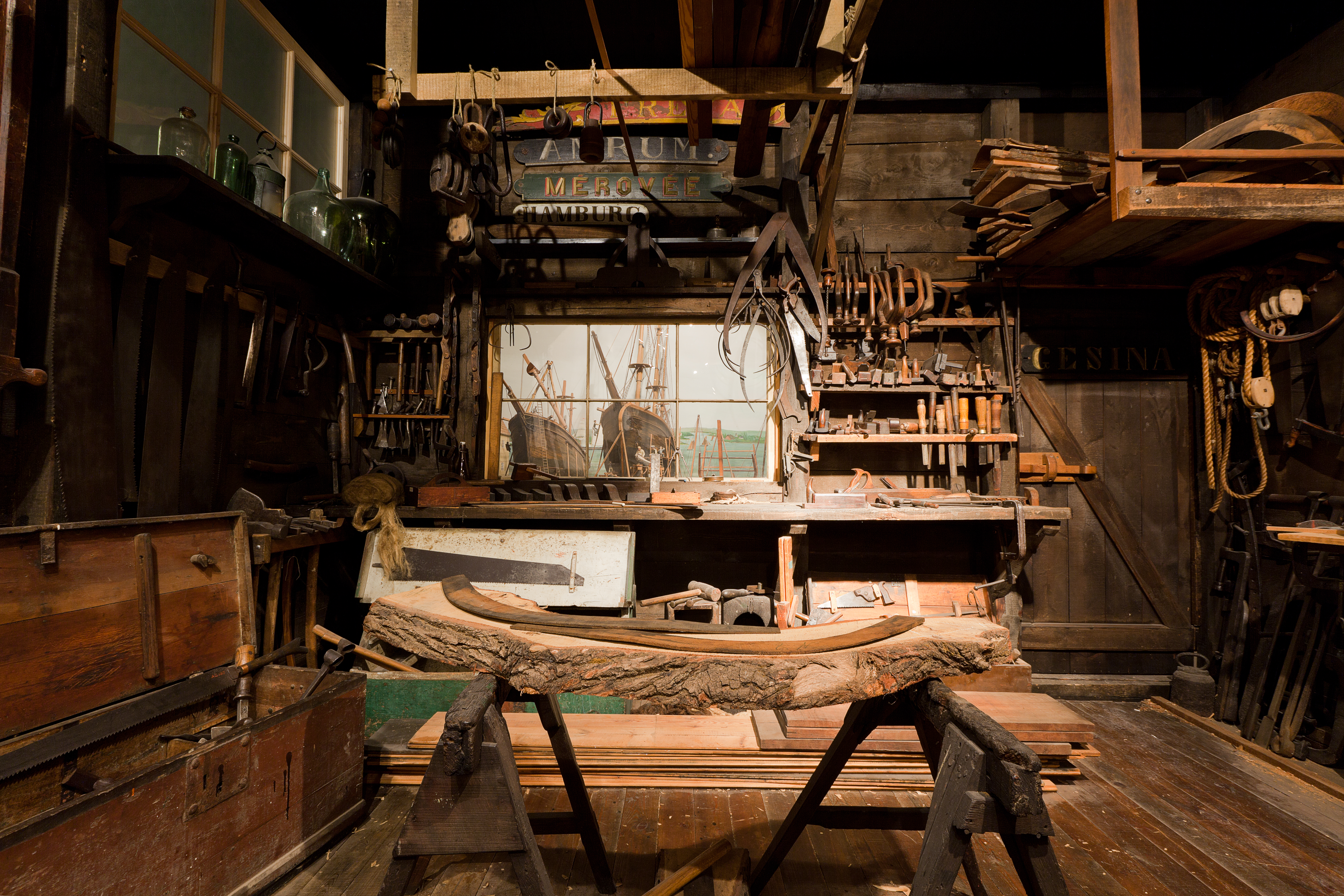
Die Werkstatt eines Schiffszimmerers im Altonaer Museum.

Die Anerkennung des Ausbildungsberufes wurde im Jahr 2009 aufgehoben (§ 1 der Dritten Verordnung über die Aufhebung der Anerkennung von Ausbildungsberufen), da über einen längeren Zeitraum keine neuen Ausbildungsverträge abgeschlossen wurden. Der Aufhebung ging eine Untersuchung des Bundesinstituts für Berufsbildung voraus, die den Fachkräftebedarf in dieser Branche untersuchte. Die Untersuchung kam zu dem Schluss, dass die Tätigkeiten des Schiffszimmerers im modernen Schiffbau entfallen seien. Die Unternehmen bedienen sich heute anderer Berufe, wie des Konstruktionsmechanikers.